# Amastus vitreata
Amastus vitreata är en fjärilsart som beskrevs av Rothschild 1916. Amastus vitreata ingår i släktet Amastus och familjen björnspinnare. Inga underarter finns listade i Catalogue of Life.